# Pierre-Alphonse Pénaud
Pour les articles homonymes, voir Penaud.
Pierre-Alphonse Pénaud, né le 25 octobre 1802 à Brest, et mort le 10 novembre 1868, est un inspecteur en chef des services administratifs de la marine.

## Famille
Fils de Pierre Pénaud, lieutenant de vaisseau de la marine impériale, mort en service, et d'Élisabeth de Kerdisien Trémais, Pierre-Alphonse est le cadet d'une fratrie, avec Charles et André-Édouard, amiraux de la marine.

## Carrière
Il commence le service au 1er janvier 1822, en qualité d'écrivain de la marine, dans le port de Brest, et est commis entretenu de 2e classe le 1er novembre. Nommé, pendant 2 ans, secrétaire particulier du gouverneur de la Guyane, le capitaine de vaisseau baron Milius. 
De retour au port de Brest, il est commis de 1re classe le 1er juin 1826 et part pour la Guadeloupe, pour occuper le poste de secrétaire particulier du Gouverneur M. le contre-amiral baron Des Rotours. Il est commis principal de 2e classe le 6 avril 1830, et en août il est de retour en France.
Il embarque sur la frégate Terpsichore, le 24 octobre 1831, en tant que commis d'administration.
Le 24 juin 1832, il est dans la Manche sur la frégate la Médée, sous les ordres du capitaine Troude, jusqu'au 6 octobre 1833, puis sur la frégate la Junon au port de Cherbourg.
À Brest pendant 3 ans, il est nommé sous-commissaire 2e classe de la marine le 19 mars 1836.
Le 16 octobre 1836, il est Commissaire de la station du Brésil sur la frégate Minerve.
En 1839, il est envoyé à Buenos Aires, comme commissaire d'escadre, jusqu'en 1841, où de retour en France, et affaibli par le climat tropical, il doit refuser une mission de travaux sur des paquebots transatlantiques, en mai 1842.
À la suite de modifications gouvernementales dans l'administration de la marine, il est contrôleur adjoint en décembre 1844, et chef du bureau de la solde en juin 1845 jusqu'en décembre 1849.
Du 9 juin 1852 au 11 janvier 1853, il est secrétaire au Conseil d'Amirauté. Inspecteur en chef de 2e classe le 12 janvier, il est pendant 2 ans au port de Lorient, puis un an à Toulon. Le 20 octobre 1855, il est 1re classe.
1856, il est Inspecteur en chef au contrôle central jusqu'en avril 1862, puis entre de nouveau au Conseil d'amirauté.
Le 15 octobre 1867 il arrive au terme de ses fonctions.

## Décès
Il décède le 10 novembre 1868, ses obsèques ont lieu dans l'église de la Trinité, puis au cimetière du Père-Lachaise.

## Distinctions
- Commandeur de la Légion d'honneur

## Source
- L'inspecteur en chef Pénaud Revue maritime et coloniale, volume 26, Ministère de la Marine et des colonies, France.